# 贾恩卡洛·加利福科
贾恩卡洛·加利福科（英語：Giancarlo Gallifuoco；1994年1月12日—），是澳大利亞的一位足球运动员。司职后卫。現效力於马来西亚超级足球联赛球队吉隆坡市。

## 荣誉
吉隆坡市
- 马来西亚杯冠军：2022
- 亞洲足協盃亚军：2022